# Engis
Engis (valonsky: Indji) je valonská obec nacházející se v provincii Lutych v Belgii. V roce 2018 měla 6122 obyvatel. Celková plocha obce je 27,74 km². Obec se skládá z následujících čtvrtí: Clermont-sous-Huy, Engis a Hermalle-sous-Huy. V roce 1829 v této vesnici objevil Philippe-Charles Schmerling vůbec prvního neandrtálce, přesněji poškozenou lebku malého dítěte nazvanou Engis 2. Stalo se tak před objevem člověka neandrtálského typu v údolí Neandertal v roce 1856. Jeho význam byl uznán až v roce 1936. Koncem roku 1930 a počátkem roku 1931 došlo v okolí Engisu k několika tisícům případů akutních plicních záchvatů, na něž zemřelo 60 lidí. Vyšetřovací komise zřízená belgickou vládou dospěla k závěru, že příčinou byly jedovaté odpadní plyny, především oxid siřičitý, vypouštěný mnoha továrnami v okolí, ve spojení s neobvyklými klimatickými podmínkami spojenými s jedinečnou topografií. Kolem události vzniklo mnoho dohadů a pověstí.